# Analytická psychologie
Analytická psychologie představuje jeden z psychologických přístupů, které spadají do oblasti tzv. hlubinné psychologie. Zakladatelem analytické psychologie i příslušného psychoterapeutického směru je švýcarský psycholog Carl Gustav Jung. 

Jung byl původně stoupencem Freudovy psychoanalýzy, ale brzy se v některých názorech odklonil, a to hlavně v pojetí libida a nevědomí. Nevědomí se v analytické psychologii chápe obecněji a neznamená pouze důsledek potlačeného sexuálního pudu. Jung také přišel s pojmem kolektivního nevědomí, které podle něj představuje velké duchovní dědictví vývoje lidstva, jakési znovuzrození v každém člověku. Kolektivní nevědomí se skládá z archetypů, což jsou praobrazy chování (jednání), pocitů a poznávání, jakási sdělení všelidské zkušenosti, projevující se například ve snech a fantaziích člověka. Jungiánská psychoterapie si pak klade za cíl dosažení celistvosti skrze integraci těchto nevědomých sil a motivací, které tvoří základ lidského jednání. 

Analytická psychologie včetně psychologie archetypální pracuje s pojmem nevědomí jakožto zdrojem léčebného působení i zdravého vývoje jedince.
C. G. Jung je také autorem pojmů extravert a introvert, které tvoří základ analytické osobnostní typologie.

## Přehled
Jung rozvinul vlastní, jedinečný přístup ke studiu lidské duše. Začátky jeho profesní kariéry jsou spjaty se švýcarskou klinikou, zdejšími schizofrenními pacienty a také se Sigmundem Freudem a dalšími přívrženci psychoanalýzy. Junga fascinovalo, s čím se u pacientů setkával (a také ho poháněla vášeň pramenící z vlastních životních zážitků a otázek), a tak se svůj život rozhodl zasvětit objevování nevědomí, včetně těch nejhlubších oblastí.
Za jediný způsob poznání lidské duše nepovažoval klasické metody přírodních věd. Empirií, ve které bádal a hledal důkazy svých hypotéz, byl pro něho svět snů, mýtů či folklóru; to považoval za tu nejslibnější cestu k hlubšímu smyslu a porozumění. Metoda, kterou si zvolil, se vzhledem k objektu zkoumání jeví opravdu jako nejpříhodnější – sám Jung prohlásil: „Na nevědomí je krásné, že si ho skutečně neuvědomujeme.“ Právě kvůli této nevědomosti se k nevědomí nelze přiblížit experimentálním výzkumem či v podstatě jakoukoli vědeckou či filozofickou metodou. Ačkoliv nevědomí nemůžeme nijak přímo zkoumat, je podle Junga rozhodně užitečné s ním počítat alespoň jako s hypotézou.
Jungovo pojetí nevědomí se značně lišilo od modelu, který navrhl Sigmund Freud. Zásadní rozdíl najdeme v předpokladu existence kolektivního nevědomí a archetypů, určitých psychických (mentálních) forem, které zahrnují vědomé obsahy – myšlenky, vzpomínky atd. pramenící z všelidské životní zkušenosti. Archetypy jsou společné všem lidem a vlastně zapříčiňují, že i po duševní stránce máme všichni něco společného. Důkazem rozsáhlého kolektivního nevědomí měl být koncept synchronicity, oné nevysvětlitelné, tajemné propojenosti, kterou všichni sdílíme.
Za hlavní cíl fungování lidské psýché, tak jak jej popsal Jung, lze chápat přiblížení se k „bytostnému Já“ skrze proces individuace. Bytostné já Jung definoval jako „archetyp celosti a regulující centrum psyché“. Zásadní význam má v tomto procesu střetávání jedince s vlastní psyché a "zvědomňování" jejích prvků, podobně jako při probouzení. S nevědomím se lidé setkávají díky symbolům prostupujícím nejrůznější oblasti života: snění, umění, náboženství či symbolická dramata ve vztazích s ostatními a záliby, kterými vyplňujeme svůj volný čas. Podstatou tohoto „posvátného“ střetnutí je sloučení individuálního vědomí s tím širším, kolektivním, a to právě pomocí symbolického jazyka. Když se z nevědomí vynoří určité prvky, stanou se přístupné vědomému poznání a lze je začlenit do vědomé zkušenosti.
Důsledkem disharmonie mezi (ne)vědomím jedince a jeho vyšším bytostným Já podle Junga bývá psychické onemocnění. Psýché disponuje samoregulující adaptační schopností a člověk představuje energetický systém; pokud se však energie někde zablokuje, psýché začne selhávat a může se objevit nemoc. Nedaří-li se adaptace, psychická energie přestává proudit a dochází k regresi (zpětnému pohybu energie), což se pak projeví neurózou, nebo psychózou.
Obsahy lidské psychiky mají složitou povahu a disponují značnou silou. Mohou si vzájemně odporovat, rozštěpit se a vytvořit tzv. komplexy (viz níže), které pak člověka ovládají. Jung předpokládal, že vznikají v důsledku špatného přizpůsobení jedince vnější či vnitřní realitě. Za ústřední procesy adaptační schopnosti psýché Jung považuje adaptaci, projekci a kompenzaci. Smyslem psychoterapie je pak doprovázení jedince na cestě k obnovení zdravého vztahu k nevědomí: tak, aby jím nebyl ani pohlcen (což je případ psychotického onemocnění, např. schizofrenie), ani s ním nebyl v nerovnováze (což se děje u neurózy, stavu, který vede např. k depresi, úzkostem a poruchám osobnosti, k životu postrádajícímu hlubší smysl).
Aby člověk prošel individuačním procesem, musí se otevřít částem sebe sama mimo vlastní vědomé Já (neboli Ego). To znamená, že postupně zvyšuje svou vnímavost k psychickému dění, soustředí se na své sny, objevuje oblast náboženství a spirituality nebo zpochybňuje běžný společenský pohled na svět (nenásleduje slepě převládající normy a předpoklady).

## Základní pojmy

### Nevědomí
Základ analytické psychologie tvoří předpoklad, že nevědomí představuje velice mocnou – a dost možná i tu aktivnější – část zdravé lidské psýché a že duševní celistvost vyžaduje spolehlivou komunikaci mezi vědomými a nevědomými složkami psýché. Klíčové je i přesvědčení, že sny ukazují myšlenky, názory a pocity, které si musíme plně uvědomit, byť to není snadné, a že se tento materiál odráží v souboru osobních vizuálních metafor. Nevědomí tvoří věci „známé neznámé“ a právě sny představují jeden z hlavních nástrojů, pomocí nichž se nevědomí může vyjádřit.
Analytická psychologie rozlišuje mezi nevědomím osobním a kolektivním (viz také níže). Kolektivní nevědomí obsahuje archetypy společné všem lidským bytostem, což znamená, že individuační proces může u jedince vynést na povrch i symboly, které se nevztahují jen k jeho individuální lidské zkušenosti. Takový obsah je třeba chápat jako odpověď na některou základní otázku lidství: život, smrt, smysl bytí, štěstí, strach. Díky tomu se může jedinec setkat s více spirituálními koncepty a integrovat je do své osobnosti.

### Komplexy
Už v počátcích své profesní kariéry začal Jung popisovat pojetí vnitřních obsahů psýché, pro které razil pojem „komplex“, a uvádí, že jej objevil během pokusů s volnými asociacemi a kožní vodivostí. Komplexy chápal jako autonomní součásti psychického života, téměř oddělené bytosti v rámci jedince (nelze je však ztotožňovat s mnohočetnou poruchou osobnosti).
Za strukturní jádro, kolem kterého se komplex seskupuje, Jung považoval archetyp. Vezmeme-li například „negativní mateřský komplex“, jeho jádro bude tvořit archetyp „zlé matky“. Náš psychický život tedy odráží zážitky společné lidstvu jako celku. Zajímavé je, že Jung chápal jako komplex i Já, neboli Ego (pro vědomou zkušenost jedince používal výraz Ego i Freud ). Ale představuje-li Já komplex, jaký archetyp by tvořil jeho jádro? Jung i řada jeho následovníků by uvedla archetyp „Hrdiny“ – toho, kdo se odděluje od společnosti, aby se k ní později vrátil a posunul ji dál.

### Kolektivní nevědomí
Pro správné pochopení tohoto pojmu je třeba porozumět jungovským archetypům. Archetypy kolektivního nevědomí si lze podle jungiánů představit jako DNA lidské psýché. Všichni lidé sdílí společné dědictví tělesné podoby a určité predispozice ke specifickým materiálním formám (mít dvě nohy, srdce apod.) a podobně mají také vrozené psychologické predispozice ve formě archetypů tvořících kolektivní nevědomí.

### Archetypy
Psychologický pojem archetyp začal Jung prosazovat v roce 1919. V Jungově psychologickém systému archetypy znamenají vrozené univerzální prototypy myšlenek. Skupinu vzpomínek a interpretací, které se k archetypu vážou, Jung označoval jako komplex (např. spojení mateřského komplexu s archetypem matky). Archetypy považoval za jakési psychické orgány, analogické těm tělesným, jelikož oboje lze chápat jako morfologické výsledky procesu evoluce.
Archetypy se mohou samovolně rozvíjet a vyjevovat se mnoha různými způsoby. V knize Vzpomínky, sny, myšlenky Jung uvádí, jak začal komunikovat s archetypem Animy a jak ho Anima učila správné interpretaci snů. Když to pak dokázal sám, Anima s ním přestala komunikovat, neboť už ji nepotřeboval.

### Sebeaktualizace a neuroticismus
Člověk se také rodí s touhou k sebeaktualizaci, tj. plné existenci, a tato touha ho vede k objevování a integrování oněch „cizích“, nevědomých součástí. Tento přirozený proces se označuje jako „individuace“, neboli proces realizace jedince – individua.
Individuace má dvě vývojové fáze: V první polovině života se člověk odděluje od ostatních, snaží se vytvořit si vlastní identitu (což může například vysvětlit určitou dravost mladých mužů či u dospívajících nevraživost, kterou zaměřují na své rodiče). Pak Jung mluví o tzv. „druhé pubertě“, která přichází ve věku mezi 35 a 40 lety, kdy se naše zaměření od materialismu, sexuality a výchovy potomků obrací k záležitostem týkajících se celé společnosti a také ke spiritualitě.
V druhé polovině života se člověk snaží s lidstvem zase sjednotit a opět se stát součástí něčeho kolektivního. To je období, kdy dospělí jedinci začínají svou činností přispívat celé společnosti – věnují se dobrovolnictví, zahradničení, tvůrčí činnosti apod., a stávají se také vnímavějšími ke svým nevědomým i vědomým prožitkům. Mladý muž jen zřídka přizná: „Jsem naštvaný,“ nebo: „Je mi smutno.“, a to právě proto, že se dosud ještě nesjednotil s všelidskou zkušeností; k tomu podle Junga dochází běžně až v tomto pozdějším, moudřejším věku. Mladí „buřiči“ hledají své pravé Já a postupně si uvědomí, že nevyhnutelnou podmínkou jeho nalezení je podílet se na prospěchu celé společnosti.
Jung se domníval, že smyslem sebeaktualizace a kolektivního nevědomí je posun člověka k té nejvyšší zkušenosti, zkušenosti spirituální. Jestliže jedinec k sebeaktualizaci nesměřuje, pak se mohou objevit neurotické symptomy, tj. například různé fobie, psychóza nebo deprese.

### Psychologické typy
Analytická psychologie pracuje také s detailní osobnostní typologií. Existují dva základní typy zaměření:
- Extraverze (sám Jung skutečně používal slovo „extravert“, podobně tak činí i většina slovníků; varianta s „o“ – „extrovert“ se neupřednostňuje) – zaměření ven, na vnější objekty.
- Introverze – zaměření dovnitř, na vnitřní prožívání.

Podle Junga je psýché nástrojem adaptace a orientace. K tomu jí slouží několik psychických funkcí, podle kterých se rozlišují čtyři tzv. funkční typy:
- Vnímání – všímavost pomocí smyslových orgánů.
- Intuice – nevědomé vnímání.
- Myšlení – funkce intelektového poznání, vytváření logických závěrů.
- Cítění – funkce subjektivního hodnocení.

U každého člověka jedna převažuje a jedna zcela ustupuje. Myšlení a cítění patří mezi funkce racionální povahy, zatímco vnímání a intuice mezi funkce povahy iracionální.
Na jungovské typologii je založen nástroj psychologické osobnostní diagnostiky MBTI (Myers-Briggs Type Indicator).

## Jungovi pokračovatelé
Andrew Samuels (1985) uvádí tři základní tradice či směry „post-jungiánů“ – klasický, vývojový a archetypální. Dnes bychom našli i další směry.

### Klasický směr
Klasický směr získal své označení díky tomu, že se snažil zůstat věrný původním myšlenkám C. G. Junga tak, jak je vyjádřil ve svých početných spisech a přednáškách. Do této skupiny spadají jména jako Emma Jung (Jungova manželka, sama byla analytičkou), Marie-Louise von Franz, Joseph Henderson, Aniela Jaffe, Erich Neumann, Gerhard Adler nebo Jolande Jacobi.

### Vývojový směr
Vývojový přístup je v první řadě spojen s Michaelem Fordhamem a jeho manželkou, Friedou Fordhamovou. Lze jej považovat za takový most mezi jungovskou analýzou a teorií objektových vztahů Melanie Kleinové. I sám Andrew Samuels se řadí k tomuto směru. Od klasického přístupu se podle něho vývojový směr liší menším důrazem na bytostné Já a naopak větším důrazem na vývoj osobnosti. V rámci psychoterapeutické praxe se ve srovnání s druhými dvěma směry také více věnuje přenosu a protipřenosu.

### Archetypální směr
Do této skupiny patří nezávislí teoretici tzv. archetypální psychologie.
Spadá sem například přístup Jamese Hillmana (někdy označovaný jako „the imaginal school“ – „škola imaginální“) těžící z Hillmanových knih z konce 60. a začátku 70. let. K přívržencům patří podle Samuelse (1985) Murray Stein, Rafael Lopez-Pedraza a Wolfgang Giegerich. Některými Hillmanovými pracemi byl ovlivněn i Thomas Moore.
Za vlivné směry archetypální psychologie lze dále považovat například přívrženkyně mýtopoetického hnutí a psychoanalytičky jako Clarissa Pinkola Estés, která se soustřeďuje na archetypální psychologii různých etnik a domorodců a zaznamenává „trasy putování duše“ na základě jejich písní, pohádek, snů, umění a rituálů, nebo Marion Woodman, která archetypální psychologii obohatila o feministický pohled.
Někteří ze zakladatelů archetypální a mýtopoetické psychologie nepovažují bytostné Já za hlavní archetyp kolektivního nevědomí, jak se domníval Jung, ale spíše přisuzují všem archetypům bez rozdílu stejnou hodnotu anebo (jako např. Estés) předpokládají, že bytostné Já v sobě obsahuje všechny ostatní archetypy – že se z jednoho rodí druhý.
Archetypální oblasti lidské psýché se ve svých pěti knihách věnovali Robert L. Moore a Douglas Gillette. Jejich dílo hrálo významnou roli v rámci tzv. mýtopoetického hnutí ve Spojených státech („mythopoetic men's movement“). Jelikož Moore studoval informatiku, rád archetypální sféru přirovnával k hardwaru počítače (fixní, materiální součásti) a k softwaru zase naše osobní zážitky a vědomé osobní Já ovlivňující přístup k archetypální sféře lidské psýché.

### Procesově-orientovaná psychologie
Procesově orientovaná psychologie je spojena s Arnoldem Mindellem, absolventem jungiánského výcviku v Curychu. Jedná se o směr, který se vyvinul koncem 70. a začátkem 80. let a původně se o něm mluvilo jako o „dceřiné odnoži jungovské psychologie“. Procesově orientovaný přístup klade důraz na chápání „nevědomého“ jako nepřerušeného proudu zkušenosti. Analytickou psychoterapii obohatil o tělesné zážitky, změněné a komatózní stavy nebo multikulturní skupinovou činnost.